# GLUI

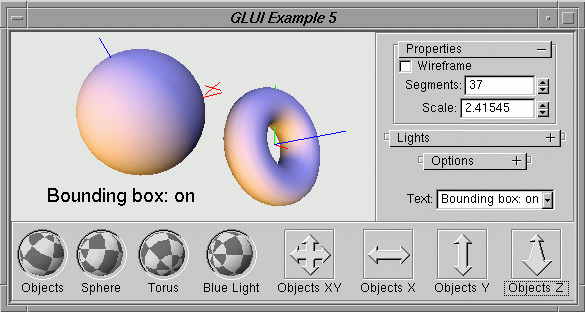
Captura de pantalla de un ejemplo programa que utiliza GLUI.

GLUI (del inglés OpenGL User Interface) es una biblioteca de interfaz de usuario escrito en C++. Está basada en GLUT, y proporciona elementos de control tales como botones, cajas de selección y spinners para aplicaciones que usen OpenGL. Es independiente del sistema operativo, sustentándose en GLUT para manejar los elementos dependientes del sistema, como las ventanas y el control del ratón.
Fue escrito, originalmente por Paul Rademacher para ayudarse con su trabajo académico. Actualmente Nigel Stewart mantiene el proyecto .
Como fallos se pueden destacar la carencia de un selector de archivos (quizás la omisión sea la carencia más frustrante) y la mala capacidad de respuesta.